# Монагас
Мона̀гас (на испански: Monagas) е един от 23-те щата на южноамериканската държава Венецуела. Намира се в североизточната част на страната. Общата му площ е 28 900 км², а населението е 995 584 жители (по изчисления за юни 2017 г.). Основан е през 1909 г.

## Икономика
Икономиката на Мона̀гас се основава в селското стопанство и животновъдството.